# Xiphidiopsis jacobsoni
Xiphidiopsis jacobsoni är en insektsart som beskrevs av Andrej Vasiljevitj Gorochov 1993. Xiphidiopsis jacobsoni ingår i släktet Xiphidiopsis och familjen vårtbitare. Inga underarter finns listade i Catalogue of Life.